# Томсинов, Владимир Алексеевич
Влади́мир Алексе́евич Томсинов (род. 23 августа 1951, Самойлово, Сафоновский район, Смоленская область) — российский учёный-правовед.
Доктор юридических наук (1993), профессор, заведующий кафедрой истории государства и права юридического факультета МГУ им. М. В. Ломоносова. Профессор (1997).
Председатель докторского совета МГУ имени М. В. Ломоносова по специальностям: 5.1.1. Теоретико-исторические правовые науки (юридические науки); 5.1.5. Международно-правовые науки (юридические науки).

## Биография
Родился 23 августа 1951 года в деревне Самойлово Смоленской области. Окончил юридический факультет МГУ (1977) и аспирантуру факультета экономики и права УДН им. Патриса Лумумбы (1980). В 1981 году защитил кандидатскую диссертацию по теме: «Источники британского „колониального права“ в Тропической Африке (начало XIX — середина XX в.)».
С 1 сентября 1993 года преподает на юридическом факультете МГУ имени М.В. Ломоносова. В октябре 1993 года защитил здесь диссертацию «Юриспруденция в духовной культуре древнего и средневекового общества». на соискание ученой степени доктора юридических наук.
Читает лекции по курсам: История государства и права зарубежных стран (бакалавриат), История и методология юридической науки, История отечественного правоведения (магистратура).
В. А. Томсинов основатель и главный редактор многотомных книжных серий «Русское юридическое наследие», «Великие реформы», «Великие русские люди». Опубликовал более 800 научных и публицистических произведений, в том числе — более 60 книг.

## Научная деятельность и интересы
В сферу научных интересов В. А. Томсинова входят история государства и права зарубежных стран и России, история отечественного и иностранного правоведения, всеобщая история политических и правовых учений, международное право и геополитика. Занимался углубленными исследованиями государственного строя и правопорядка Древнего Египта, юриспруденции Древнего Рима, влияния древнеримской правовой культуры на развитие правовой культуры Западной Европы. Специально изучал юридические аспекты английской революции 1640—1660 гг. и «славной революции» 1688—1689 гг., конституционное право Великобритании. Известен своими научными  трудами по истории русской юриспруденции и развитию юридического образования в Российской империи, истории русской политической и правовой культуры.
В.А. Томсинов является автором жизнеописаний известных государственных деятелей России — М. М. Сперанского, А. А. Аракчеева, К. П. Победоносцева, русских правоведов и мыслителей — И. А. Ильина, Б. Н. Чичерина, С. А. Муромцева, Л. А. Камаровского, Ф. Ф. Кокошкина, С. А. Котляревского, П. Г. Виноградова и многих других, а также советского правоведа и государственного деятеля А. Я. Вышинского. В книгах о графе А. А. Аракчееве — «Временщик» (1997, 2013), «Аракчеев» (ЖЗЛ, 2003, 2010) — Томсинов представляет его как выдающегося государственного деятеля, патриота, талантливого администратора и реформатора. 
В 2006—2013 годах профессор В. А. Томсинов выступал в качестве эксперта-правоведа со стороны Российского государства в деле о мемориале цесаревича Николая Александровича, которое рассматривалось в судебных органах Франции. Это был спор  о праве собственности на Собор Святого Николая в Ницце со всем содержимым, а также на прилегающий к нему земельный участок между государством Российская Федерация и Русской Православной религиозной ассоциацией (РПРА), подчиненной Константинопольскому патриарху. Разработанная В. А. Томсиновым система юридической аргументации прав Российского государства на это имущество помогла России выиграть этот спор. См. подробнее об этом споре: Аристов А. Н. Свято-Николаевский Собор на весах французской Фемиды (журнал «Законодательство». 2012. № 8-12). 7 ноября 2014 года Святейший Патриарх Московский и Всея Руси Кирилл удостоил профессора В.А. Томсинова Патриаршей грамотой "Во внимание к усердным трудам во благо Церкви и Отечества".
В своих лекциях В. А. Томсинов проводит антропологический взгляд на сущность права, который противопоставляет классовому подходу к объяснению этого явления. Он связывает правовую культуру с особенностями человеческой природы, с его точки зрения главное предназначение права состоит в том, чтобы сохранять человечность в человеке. Томсинов считает, что право входит в сущность человека, оно представляет собой явление, предназначенное прежде всего восполнять недостатки человеческой природы, компенсировать слабое развитие в человеке внутренних регуляторов поведения, роль которых у животных выполняют инстинкты. В лекции «Юридическое мышление, его особенности, формы и варианты. Часть 4» В. А. Томсинов утверждает: «Я смотрю на право как на компенсацию недостатков человеческой природы… Право — это протез для человеческой сущности» (6.30-7.30 мин. https://www.youtube.com/watch?v=GkvKIkEyufo). Неразвитость в человеке внутренних регуляторов поведения заставляет создавать внешние социальные, политические, культурные, идеологические и правовые способы обуздания человеческого эгоизма, ограничения своеволия человека, позволяющие согласовывать его поведение с потребностями других людей, с интересами человеческого общества в целом. Профессор Томсинов считает порочным взгляд на человека как на индивида, игнорирующий генетическую связь человека с общественной средой и духовной культурой общества. По его мнению, такие явления, как человеческое общество, право, государство, религия возникают одновременно, поскольку органически взаимосвязаны и все вместе создают пространство для формирования и развития человека, условия для нормальной человеческой жизни, то есть жизни, соответствующей настоящему предназначению человека, его природе или сущности.

## Основные публикации
- Сперанский. М.: Молодая гвардия, 2006. — 455 с. — (серия «Жизнь замечательных людей»).
- Светило российской бюрократии. Исторический портрет М. М. Сперанского. Издание 5-е, обновленное и дополненное. М.: Зерцало-М, 2013. — 476 с. (серия «Великие русские люди»)
- Mikhail Speransky: Statesman, Jurist, Christian Thinker // Law and the Christian Tradition in Modern Russia / Edited by Paul Valliere, Randall A. Poole. London: Routledge, 2021. P. 63-91
- Leonid Kamarovskii: Christian Values and International Law // Law and the Christian Tradition in Modern Russia / Edited by Paul Valliere, Randall A. Poole. London: Routledge, 2021. P. 173—192.
- Аракчеев. М.: Молодая гвардия, 2003, 2010. — (серия «Жизнь замечательных людей»).
- Временщик. Исторический портрет А. А. Аракчеева. Издание 3-е, обновленное и дополненное. М.: Зерцало-М, 2013. — 476 с. (серия «Великие русские люди»).
- Константин Петрович Победоносцев (1827—1907): человек, государственный деятель и правовед // Победоносцев К. П. Юридические произведения / Под редакцией и с биографическим очерком В. А. Томсинова. М.: Зерцало, 2012. С. 7-216.
- Мыслитель с поющим сердцем: Иван Александрович Ильин — русский идеолог эпохи революций. М., 2012. — 192 с.
- История русской политической и правовой мысли. М., 2003. — 256 с.
- Краткая история египтологии. М., 2004. — 320 с.
- История государства и права зарубежных стран. Древность и Средние века. Учебное пособие для семинарских занятий. М.: Зерцало, 2000, 2001, 2005, 2007, 2010, 2011, 2013, 2014, 2015, 2016, 2017, 2018.
- Хрестоматия по истории государства и права зарубежных стран. Древность и Средние века. М.: Зерцало, 1999, 2000, 2002, 2004, 2012, 2014.
- Хрестоматия по истории государства и права зарубежных стран. Новое и Новейшее время. М.: Зерцало-М, 2012. Издание 2-е, дополненное. М., 2018. — 472 с.
- Источники британского «колониального права» в Тропической Африке (начало XIX — середина XX в.). Диссертация на соискание ученой степени канд. юрид. наук. М., 1981.
- История русской юриспруденции. X—XVII века. М.: Зерцало-М, 2014. — 168 с. Издание 2-е, переработанное и дополненное: М.: Зерцало-М, 2017, 2019, 2020. — 212 с.
- Юридическое образование и юриспруденция в России в XVIII столетии. М.: Зерцало-М, 2010. Издание 2-е: 2012. — 232 с.
- Юридическое образование и юриспруденция в России в первой трети XIX века. М.: Зерцало-М, 2010, 2011. — 280 с.
- Юридическое образование и юриспруденция в России во второй трети XIX века. М.: Зерцало-М, 2010. — 336 с. 2-е изд.: М.: Зерцало-М, 2015. — 352 с.
- Юридические аспекты английской революции 1640—1660 годов. Период конституционной борьбы: ноябрь 1640 — август 1642 года. — М.: Зерцало-М, 2010. — 264 с. — ISBN 978-5-94373-176-1.
- Юридическое образование и юриспруденция в России в эпоху «великих реформ» (60-е — начало 80-х гг. XIX в.). М.: Зерцало-М, 2013. — 300 с.
- Университетская реформа 1863 года в России. М., 2012. — 480 с.
- Конституционный вопрос в России в 60-х — начале 80-х годов XIX века. М., 2013. — 336 с.
- Российские правоведы XVIII—XX веков: очерки жизни и творчества. В двух томах. М.: Издательство «Зерцало», 2007. — 1280 с. Издание 2-е, дополненное. В 3-х томах. М.: Зерцало, 2015. — 1392 с.
- Государство и право Древнего Египта. М.: Зерцало-М, 2011, 2017. — 512 с.
- «Крымское право», или Юридические основания воссоединения Крыма с Россией. М., 2015, 2016, 2017, 2018, 2019, 2020. — 134 с.
- Андрей Януарьевич Вышинский (1883—1954): государственный деятель и правовед // Журнал «Законодательство». 2017. № 8-12. 2018. № 1-12. 2019. № 1-12. 2020. № 1-12. 2021. № 1-12. 2022. № 1-12. 2023. № 1-12. 2024. № 1-12.
- Славная революция 1688—1689 годов в Англии и Билль о правах. М.: Зерцало-М, 2010, 2015. — 256 с.